# Rio Daia (Secaş)
O Rio Daia é um rio da Romênia, afluente do Secaş, localizado no distrito de Alba.